# Carol Kane

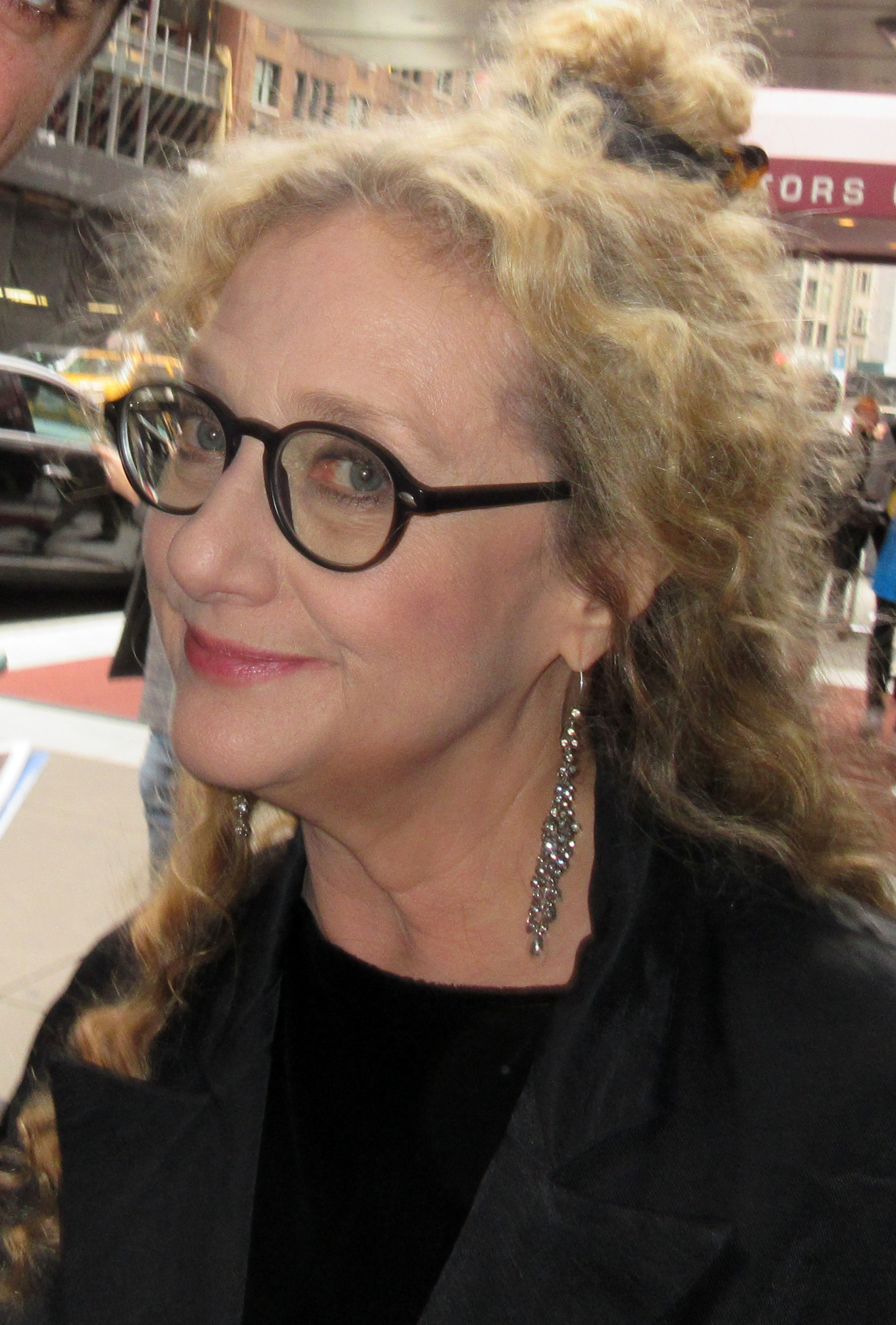
Carol Kane (2018)

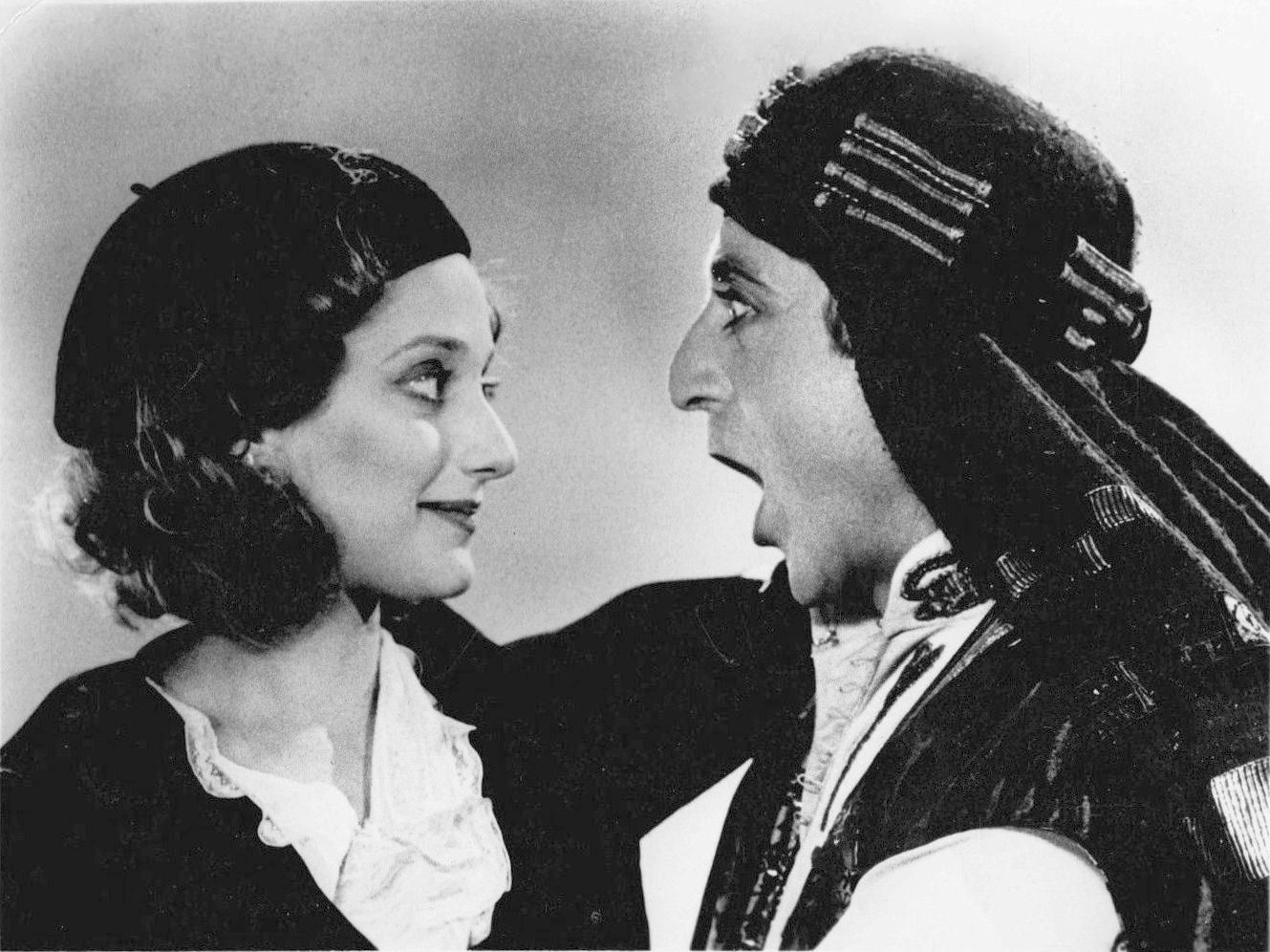
Carol Kane und Gene Wilder in einem Werbefoto für Der größte Liebhaber der Welt, 1977

Carol Kane (* 18. Juni 1952 in Cleveland, Ohio als Carolyn Laurie Kane) ist eine US-amerikanische Schauspielerin und zweifache Emmypreisträgerin.

## Leben
Carol Kane besuchte ein Internat in Darien (Connecticut) bis 1965 und wurde danach an der Theaterschule HB Studio in New York City ausgebildet.
Sie debütierte im Film Blood of the Iron Maiden aus dem Jahr 1970, in dem sie eine der größeren Rollen übernahm. Im Film Verzweifelte Menschen (1971) spielte sie neben Shirley MacLaine, im Film Die Kunst zu lieben (1971) neben Jack Nicholson. Im Film Wedding in White (1972) spielte sie neben Donald Pleasence eine der Hauptrollen. Für ihre Hauptrolle im Film Hester Street (1975) wurde sie für den Oscar nominiert. Eine der größeren Rollen spielte sie, neben Woody Allen und Diane Keaton, im Film Der Stadtneurotiker (1977). In den Jahren 1982 bis 1983 trat sie in der Fernsehserie Taxi auf, wofür sie zweimal den Emmy Award gewann und einmal für den Golden Globe Award nominiert wurde.
Eine größere Rolle erhielt Kane in der Komödie Jumpin’ Jack Flash (1986), in der sie neben Whoopi Goldberg spielte. In der Komödie Die Geister, die ich rief (1988) trat sie neben Bill Murray als Geist der gegenwärtigen Weihnacht auf.
Kane war ebenfalls in den Fernsehserien Mann der Träume (1990–1991) und Pearl (1996–1997) zu sehen. Seit 2015 ist sie in der Rolle der Vermieterin Lillian Kaushtupper in der Netflix-Serie Unbreakable Kimmy Schmidt zu sehen.

## Filmografie (Auswahl)

### Film
- 1970: Blood of the Iron Maiden
- 1971: Verzweifelte Menschen (Desperate Characters)
- 1971: Die Kunst zu lieben (Carnal Knowledge)
- 1972: Wedding in White
- 1973: Das letzte Kommando (The Last Detail)
- 1974: Hester Street (Hester Street)
- 1975: Hundstage (Dog Day Afternoon)
- 1976: Und morgen wird ein Ding gedreht (Harry and Walter Go to New York)
- 1977: Der größte Liebhaber aller Zeiten (The World’s Greatest Lover)
- 1977: Der Stadtneurotiker (Annie Hall)
- 1979: Muppet Movie (The Muppet Movie)
- 1979: Das Grauen kommt um 10 (When A Stranger Calls)
- 1982: Freitag der 713. (Pandemonium)
- 1984: Die Zeit verrinnt, die Navy ruft (Racing with the Moon)
- 1985: Transylvania 6-5000
- 1986: Jumpin’ Jack Flash
- 1987: Ishtar
- 1987: Die Braut des Prinzen (The Princess Bride)
- 1988: Die Geister, die ich rief (Scrooged)
- 1988: Daddy’s Cadillac (License to Drive)
- 1990: Joe gegen den Vulkan (Joe Versus the Volcano)
- 1990: Flashback
- 1990: My Blue Heaven
- 1993: Die Addams Family in verrückter Tradition (Addams Family Values)
- 1993: Even Cowgirls Get the Blues
- 1995: Zwei Satansbraten außer Rand und Band (The Crazysitter)
- 1996: Mein liebster Feind (Big Bully)
- 1996: Der Zufallslover (The Pallbearer)
- 1997: Der 100.000 $ Fisch (Gone Fishin’)
- 1997: Office Killer
- 2001: My First Mister
- 2004: Bekenntnisse einer Highschool-Diva (Confessions of a Teenage Drama Queen)
- 2005: Der Babynator (The Pacifier)
- 2010: Pete Smalls Is Dead
- 2010: Der Kautions-Cop (The Bounty Hunter)
- 2011: The Key Man
- 2012: Sleepwalk with Me
- 2012: Should've Been Romeo
- 2012: Thanks for Sharing – Süchtig nach Sex (Thanks for Sharing)
- 2013: Clutter
- 2014: E-Motion
- 2015: Ava's Possessions
- 2018: The Sisters Brothers
- 2019: The Dead Don’t Die
- 2024: Between the Temples

### Fernsehserien
- 1978–1981: Great Performances (2 Folgen)
- 1980–1983: Taxi (24 Folgen)
- 1982: Laverne & Shirley (Folge 8x08)
- 1984: Cheers (Folge 3x12)
- 1985: Die Fälle des Harry Fox (Crazy Like a Fox, Folge 1x07)
- 1986: All Is Forgiven (9 Folgen)
- 1990: Geschichten aus der Gruft (Tales from the Crypt, Folge 2x11)
- 1990–1991: Mann der Träume (American Dreamer, 17 Folgen)
- 1991–1992: Brooklyn Bridge (5 Folgen)
- 1992: Bradburys Gruselkabinett (The Ray Bradbury Theater, Folge 6x03)
- 1994: Seinfeld (Folge 5x14)
- 1994: Harrys Nest (Empty Nest, Folge 7x07)
- 1995: Chicago Hope – Endstation Hoffnung (Chicago Hope, Folge 2x09)
- 1996: Ellen (Folge 3x20)
- 1996–1997: Eine Hausfrau zum Knutschen (Pearl)
- 1997: Homicide (Homicide: Life on the Street, Folge 6x08)
- 2004: Hope and Faith (Hope & Faith, Folge 2x05)
- 2009: Two and a Half Men (2 Folgen)
- 2009–2013: Law & Order: Special Victims Unit (2 Folgen)
- 2009: Monk (Folge 8x13)
- 2010: Alles Betty! (Ugly Betty, Folge 4x16)
- 2013: Girls (Folge 2x08)
- 2013: Anger Management (Folge 2x24)
- 2014–2015: Gotham (10 Folgen)
- 2015–2019: Unbreakable Kimmy Schmidt (42 Folgen)
- 2017: Halt and Catch Fire (1 Folge)
- 2020–2023: Hunters (18 Folgen)
- seit 2023: Star Trek: Strange New Worlds
- 2025: Poker Face (Folge 2x05)

## Auszeichnungen und Nominierungen
Oscar
- 1976: Nominierung als Beste Hauptdarstellerin für Hester Street

Primetime Emmy Award
- 1982: Auszeichnung als Beste Hauptdarstellerin in einer Comedyserie für Taxi
- 1983: Auszeichnung als Beste Nebendarstellerin in einer Comedyserie für Taxi
- 1996: Nominierung als Beste Gastdarstellerin in einer Dramaserie für Chicago Hope – Endstation Hoffnung

Golden Globe Award
- 1983: Nominierung als Beste Nebendarstellerin – Serie, Mini-Serie oder TV-Film für Taxi[4]

New York Film Critics Circle Award
- 2024: Auszeichnung als Beste Nebendarstellerin für Between the Temples[5]